# Canaan (gruppo musicale)
I Canaan sono un gruppo musicale italiano darkwave/ambient/gothic nato nel 1996 a Milano dalle ceneri dei Ras Algethi, gruppo seminale del doom metal in Italia.

## Storia dei Canaan

### Dai Ras Algethi ai Canaan
I Canaan nacquero a Milano nel gennaio del 1996, dopo la conclusione del precedente progetto musicale Ras Algethi, di cui facevano parte Luca Risi, Matteo Risi, Mauro Berchi. al terzetto si aggiunsero il bassista Nico Faglia ed il batterista Andrea Freschi. La band, guidata dal cantante e giornalista musicale Mauro Berchi, continuò con la nuova formazione la strada intrapresa con la precedente band, proponendo, tra i primi in italia, un funeral doom metal, spesso venato di sonorità wave e melodie decadenti, in un cupo e malinconico doom dalla forte matrice dark ambient. con testi prevalentemente in inglese ed occasionalmente in italiano.
La band debuttò nel 1996 con il primo album per la Eibon Records, dal titolo Blue Fire, per poi realizzare nel 1998 Walk Into My Open Womb, in cui appare chiara la loro matrice doom-dark-sperimentale.
Nel 2000 pubblicarono Brand New Babylon (Eibon Records/Prophecy Productions), in cui la composizione delle tracce è tutta basata sulla dicotomia tra due suoni principali che modellavano ambienti sonori "intrisi di passionalità e malinconia", mentre nel seguente A Calling To Weakness (Eibon Records, 2002), le parti ambientali fungono da piano sonoro di congiunzione tra le diverse canzoni.
Gli album Contro.Luce del 2010 e Il giorno dei campanelli del 2016 che sono cantati interamente in italiano. Nel 2018 esce Images of a broken self, cantato in inglese e fortemente elettronico.

### Neronoia
Ha pubblicato nel 2006 a nome Neronoia, progetto parallelo diviso a metà con Gianni Pedretti conosciuto come Colloquio, l'album Un mondo in me e due anni dopo Il rumore delle cose

## Formazione
- Mauro Berchi (Cantante/Basso/Chitarre/Samples)
- Luca (Tastiere/Batteria/Samples)
- Nico (Basso/Samples)
- Andrea (Batteria/Samples)
- Matteo (Chitarre)

## Discografia
- 1996 - Blue Fire (Eibon Records)
- 1998 - Walk Into My Open Womb (Eibon Records)
- 2000 - Brand New Babylon (Eibon Records/Prophecy Productions)
- 2002 - A Calling to Weakness (Eibon Records)
- 2005 - The Unsaid Words (Eibon Records)
- 2010 - Contro.Luce (Eibon Records)
- 2012 - Of Prisoners, Wandering Souls and Cruel Fears (Eibon Records)
- 2016 - Il giorno dei campanelli (Eibon Records)
- 2018 - Images of a broken self (Eibon Records)
- 2024 - Ai margini
- 2025 - Some Last Echo

## Discografia dei Neronoia
- 2006 - Un mondo in me (Eibon Records)
- 2008 - Il rumore delle cose (Eibon Records)
- 2013 - Sapore di Luce e di Pietra (Eibon Records)
- 2015 - Mi piaceva una vita (Eibon Records)